# Einhausen, Schmalkalden-Meiningen
Einhausen là một đô thị tại huyện Schmalkalden-Meiningen, trong Thüringen, nước Đức. Đô thị này có diện tích 5,33 km², dân số thời điểm 31 tháng 12 năm 2006 là 495 người.